# ジドゥ・エル・モクタール
ジドゥ・エル・モクタール（Jidou El Moctar、1985年7月8日 - ）は、モーリタニアの陸上競技選手、専門は短距離走。2012年のロンドンオリンピックでは、男子200mに出場し、自己ベストを記録した。また、開会式の旗手も務めた。2016年のリオデジャネイロオリンピックでは、男子100mに出場した。また、再び開会式の旗手も務めた。

## 主な戦績
| 年   | 大会                       | 開催地           | 種目 | 順位                | 記録   | 備考     |
| ---- | -------------------------- | ---------------- | ---- | ------------------- | ------ | -------- |
| 2012 | オリンピック               | ロンドン         | 200m | 予選敗退 (53位)     | 22秒94 | 自己記録 |
| 2014 | アフリカ陸上競技選手権大会 | マラケシュ       | 100m | 予選敗退 (43位)     | 11秒58 |          |
| 2015 | 世界陸上競技選手権大会     | 北京             | 100m | 予備予選敗退 (61位) | 11秒30 | 自己記録 |
| 2015 | アフリカ競技大会           | ブラザヴィル     | 100m | 予選敗退 (46位)     | 11秒23 |          |
| 2016 | オリンピック               | リオデジャネイロ | 100m | 予備予選敗退 (77位) | 11秒44 |          |

## 記録
| 種目 | 記録   | 年月日        | 場所     | 備考 |
| ---- | ------ | ------------- | -------- | ---- |
| 100m | 11秒30 | 2015年8月22日 | 北京     |      |
| 200m | 22秒94 | 2012年8月7日  | ロンドン |      |
| 400m | 51秒28 | 2007年7月18日 | アルジェ |      |